# 田家庵站
田家庵站是一个水张线上的铁路车站，位于安徽省淮南市田家庵区，建于1934年，目前为三等站，邮政编码为232007。目前不办理客运营业；货运：办理整车、零担货物发到；办理1吨集装箱业务；不办理整车爆炸品及整车一级氧化剂发到。